# Warner Music Russia
La Warner Music Russia è una etichetta discografica russa appartenente alla corporazione statunitense Warner Records: è il ramo russo della Warner Music Group.